# Stefan, greve av Blois
Stefan, greve av Blois, född 1045, död 1102, var regerande greve av Blois från 1089 till 1102. 
Stefan ledde en armé under Första korståget, var med vid överlämnandet av staden Nikea, och ledde belägringen av Antiokia. När han återvände hem utan att ha uppfyllt sina korstågslöften, gick han med i korståget 1101. På väg till Jerusalem stred han i Andra slaget vid Ramla, där han tillfångatogs och senare blev avrättad.